# میگلیتوس
میگلیتوس (اسپانیایی: Miguelitos‎) یک نوع کیک پف‌دار است که برای اولین بار در کاستیا-لامانچا ، اسپانیا تهیه شد.